# Bryum capituliforme
Bryum capituliforme är en bladmossart som beskrevs av Warnstorf 1915. Bryum capituliforme ingår i släktet bryummossor, och familjen Bryaceae. Inga underarter finns listade i Catalogue of Life.